# Маккозенъярви

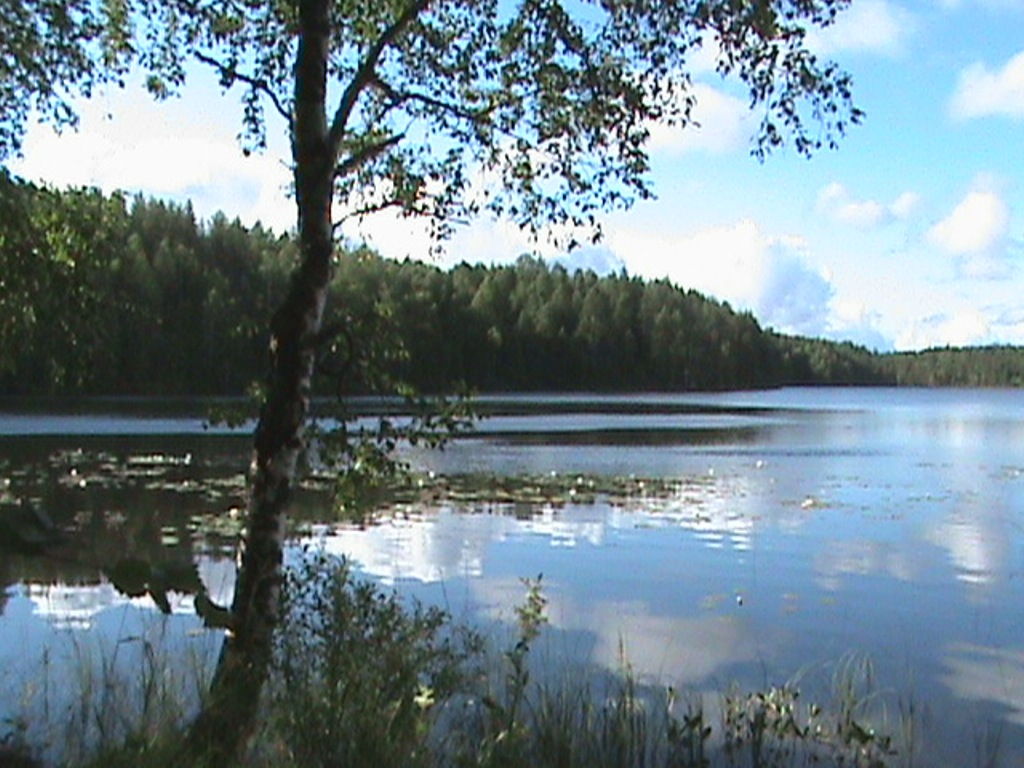
Озеро в июле 2008 года

Ма́ккозенъя́рви (Ма́ккала́мби, Макоаламби) — лесное озеро вытянутой формы на северо-западе Пряжинского района Республики Карелия, Россия. Соединяется с рекой Сона небольшим ручьём, вытекающим с северного берега. Площадь — 0,2 км². Высота над уровнем моря — 104,3 м.
Вокруг озера расположены несколько заброшенных финских хуторов. В 1,5 км на восток от озера находится бывшая деревня Сона.